# Rāʾ trois points souscrits
Rāʾ trois points souscrits () est une lettre additionnelle de l’alphabet arabe qui a été utilisée dans l’écriture de l’ingouche.

## Utilisation
Le rāʾ trois points souscrits a été utilisé en ingouche écrit avec l’alphabet arabe comme l’équivalent de la lettre ц en ingouche écrit avec l’alphabet cyrillique.